# اسماعیل‌آباد (دشتیاری)
اسماعیل‌آباد یا مهرک جمپ، روستایی در دهستان باهوکلات بخش باهوکلات شهرستان دشتیاری در استان سیستان و بلوچستان ایران است.

## جمعیت
بر پایه سرشماری عمومی نفوس و مسکن در سال ۱۳۹۵، جمعیت این روستا برابر با ۹۸ نفر (۲۵ خانوار) بوده‌است.